# Láska na jednu noc (film)
Láska na jednu noc (v originále One Night Stand) je americké drama z roku 1997, které napsal a režíroval Mike Figgis. Ve filmu hrají Wesley Snipes, Nastassja Kinski, Kyle MacLachlan, Ming-Na Wen a Robert Downey Jr. První verzi scénáře napsal Joe Eszterhas, ale po Figgisově přepracování nechal své jméno z projektu odstranit.

## Děj
Film je vyprávěn Maxem Carlylem. Max žije v Los Angeles, kde má úspěšnou kariéru jako režisér televizních reklam a je šťastně ženatý s Mimi, se kterou má dvě děti. Při návštěvě New Yorku potká Max náhodou Karen poté, co mu uletí letadlo; okolnosti je během večera znovu sblíží a nakonec spolu stráví noc. Když se vrátí domů, Max působí odtažitě a nešťastně, i když Mimi neví proč a Max jí to nechce říct. O rok později letí Max a Mimi do New Yorku navštívit blízkého přítele Charlieho, který umírá na AIDS. Max se setká s Charlieho bratrem Vernonem a je představen jeho nové manželce – Karen. Setkání s Karen Maxe uvrhne do emocionálního chaosu a uvědomí si, že musí Mimi říct pravdu o své nevěře.

## Obsazení
- Wesley Snipes jako Maximilian "Max" Carlyle
- Nastassja Kinski jako Karen
- Kyle MacLachlan jako Vernon Rivers
- Ming-Na Wen jako Mimi Carlyle
- Robert Downey Jr. jako Charlie Rivers
- Glenn Plummer jako George
- Amanda Donohoe jako Margaux
- Thomas Haden Church jako Don
- Julian Sands jako Charlieho ošetřovatel
- Xander Berkeley jako Charlieho přítel